# UHFアニメ
- 日本のテレビジョン放送局 > 日本の地上波テレビ局 > 全国独立放送協議会 > UHFアニメ
- テレビ番組 > テレビアニメ > UHFアニメ
- アニメ > テレビアニメ > UHFアニメ

UHFアニメ（ユーエイチエフアニメ）は、日本の地上波テレビ放送における独立放送局（独立局）を中心に放送されるテレビアニメの総称もしくは通称である。略称は『Uアニ』（ユーアニ）。
独立局では系列不問で過去に放送された旧作について実質再放送を行なったり、該当局の放送対象地域内にテレ東系列局が存在しない場合にテレ東系アニメをネットしたりするケースも多いが、テレ東を含むキー局が製作・放送したアニメについては基本的に本項では扱わないこととする。

## 概要
「UHFアニメ」という呼称は、以下のようなアニメ作品の総称として使用されることがある。 
- 独立局で放送されるテレビアニメ[1]。
- 独立局で放送される深夜アニメ[2]。
- 独立局が製作の主体になったり、何らかの形で関わったりして放送するテレビアニメ[3]。

全局UHF帯放送の地上デジタル放送への移行が完了した2011年7月まで、かつての地上アナログ放送のチャンネル番号は1から12までのVHF（超短波帯）と、13以上のUHF（極超短波帯）の2種類を使用していた。このうち、全国独立放送協議会（旧：全国独立UHF放送協議会）に加盟する三大都市圏（関東・近畿・中京広域圏）の民放の親局は、在京キー局の全てと同系列局の大半がVHFであったのに対して、独立局の親局は全てUHFでの放送であったことから、現在でもその名残からキー局（VHF）系列で放送されるアニメと区別する形で、独立局で放送されるアニメを「UHFアニメ」と呼称・通称する場合がある。

### ジャンルと放送内容
1998年4月期に独立局各局などの深夜帯での放送を想定し企画・製作された『LEGEND OF BASARA』が放送された。これをきっかけに、一部の独立局で深夜帯を中心とした新作テレビアニメの放送本数が徐々に増加することになる。同作はラブストーリーを含むいわゆる架空戦記と呼ばれるジャンルの作品であった。
2002年に「新世紀東京国際アニメフェア21」（現在の東京国際アニメフェア）が開催された頃からは、独立局でも深夜帯のアニメ番組が増加。2003年からは、独立局に加えて全国各地のキー局系列局でも放送する『アニメ魂』枠が2008年7月期までの約5年間にわたって展開され、全年齢向けのライトノベルから成人向けのアダルトゲームを原作とするものや、さらには原作を有さないオリジナル作品に至るまで、幅広いジャンルのアニメが放送された。
2005年度には「UHFアニメ」全体の4分の1以上をPCゲーム（美少女ゲームなど）原作の作品が占めていた。
2000年代後半に入ると、空気系や日常系と呼ばれる『らき☆すた』などの恋愛やバトル要素がない作品などが次々とヒットした。
2010年代には音楽を題材にした『ラブライブ!』・『BanG Dream!』・『戦姫絶唱シンフォギア』、異世界やそれに準じるVR空間を主たる舞台とする『ソードアート・オンライン』（以下、SAOと略す場合あり）・『転生したらスライムだった件』などが躍進（いわゆる「なろう系」など）。2020年代もこの傾向が続いている。
また、放送時間が5 - 15分程度のいわゆる短編アニメとして放送されるものも少数ながら存在する。
なお、「UHFアニメ」は放送局が製作に参加していない番組が多いことから、在京キー局および同系列局やNHKが製作に関与して放送する番組よりも表現の自主規制に比較的寛容な傾向があり、放送される内容の基準は製作者や放送局ごとにまちまちである。アダルトゲームなどの過激な描写（エロ・グロ）が盛り込まれた原作を基にした作品も少なからず放送されている。そのため、作品によっては過激ないし特徴的な描写が視聴者から問題視され、BPO（放送倫理・番組向上機構）での審議がなされたり、放送当時に発生した事件・事故の影響を受けて放送中止に追い込まれたりしたケースも過去に発生したことがある（詳細は後述）。テレビ放送に影響するトラブル（クレームなど）を防止するため、各放送局の判断で内容に修正が加えられる場合があるほか、DVDなどのビデオソフトの販売促進を狙うことも兼ねて、あらかじめ劇中の描写に修正が施された状態でテレビ放送がなされるケースも珍しくない。

### 放送時間帯
草創期から現在に至るまで深夜帯（おおむね0時台以降）での放送が主流である。前述の通り、独立局はキー局および同系列局と比べて表現の自主規制の制約が比較的緩く、かつ深夜枠の放送料が比較的安価であることによる。深夜帯の番組を充実させたい独立局側と、制作・放送コストを安く抑えつつ多様なジャンルの作品を放送したい製作委員会側の双方にメリットがあったことが、「UHFアニメ」が拡大した要因にもなっている。
後述の経緯により、TOKYO MXはアニメや関連する情報番組の放送に熱心であり、ゴールデンタイムやプライムタイムを含む0時以前の時間帯にも積極的に深夜帯向けのアニメを放送している（TOKYO MXと同時ネットを行う機会が多いBS11も同様）。その他の独立局でも、おおむね22・23時台に関連情報番組を含んでアニメを放送しているケースが一定数見受けられる。
この他、朝夕を中心とした時間帯（全日）での放送を前提とした児童向けの作品も見受けられるが、制作・放送の実績は限定的かつ散発的な水準に留まっている。1996年の『わんころべえ』がTOKYO MX単独で放送された後（後に一部の独立局でも遅れて放送）、2006年7月期に『まもって!ロリポップ』が「朝夕の時間帯向けのUHFアニメ」として放送された。

### テレビアニメ以外での展開
『灼眼のシャナ』・『魔法少女リリカルなのは』・『Fate/stay night』・『涼宮ハルヒの消失』など、「UHFアニメ」として放送された作品の続編・番外編・総集編が映画化される機会もある。必ずしも日本全国でロードショー上映されるとは限らないものの、中には実写作品と肩を並べるヒットを記録する作品もある。『涼宮ハルヒの消失』は、上映開始から2か月で7億2千万円の興行収入を計上した。なお『なのは』と『Fate』はそもそもアダルトゲームを原作としているが、テレビアニメ化以降はそのイメージから脱却するような展開を行っている。また、テレビ放送の代わりに非映画コンテンツ（ODS）として、短編ないし中編程度のエピソードの劇場公開もしばしば行われている（具体例は同記事を参照のこと）。
主題歌などがアニメソングではなく楽曲として注目を浴びる機会も年々増えている。前述の『ラブライブ!』はテレビアニメ化後に各種メディアでしばしば紹介され、リリースしたCDがオリコンランキングの上位にたびたび入るようになり、2015年4月22日発売の『ミはμ'sicのミ』は同年5月4日付の週間シングルランキングにて初登場5位につけ、2013年4月発売の『No brand girls/START:DASH!!』（最高5位）からμ's名義のシングルが「10作連続で上位5位」を記録。さらに2015年5月27日発売のベストアルバム第2弾『μ’s Best Album Best Live! Collection II』が週間アルバムランキング初登場1位という快挙を達成した。また、オリコン顧客満足度ランキングによるとスマートフォン向けソーシャルゲームにおいて『ラブライブ! スクールアイドルフェスティバル』が2年連続で男女共に総合満足度1位を獲得した。さらに劇場版『ラブライブ!The School Idol Movie』も観客動員数200万人を突破し、興行収入が28億円以上に達する大ヒット作となり、民放で放送されたテレビアニメとしては異例のNHK Eテレでの実質再放送も実施された。この他、『ラブライブ!』や『魔法少女リリカルなのは』、『WHITE ALBUM』といった作品の主題歌がNHK紅白歌合戦や民放の各種音楽番組で歌唱されることもある。
2019年4月期に第1期（竈門炭治郎 立志編）が放送された『鬼滅の刃』は、従来は「UHFアニメ」として放送された一つのテレビアニメに過ぎなかったが、2020年10月に公開された『劇場版 鬼滅の刃 無限列車編』が日本歴代興行収入1位を記録するなどの世界的な人気作となり、官僚からも言及を受けるなどの社会現象を巻き起こした。第1期はフジテレビ系列各局で異例となる全国規模の再放送が行われ、「無限列車編」（劇場版の総集編）以降の続編の本放送は第1期を放送したTOKYO MX・群馬テレビ・とちぎテレビ・BS11・AT-Xでもフジテレビ系列と並行して実施している。

## 放送エリアと放送局
全国独立放送協議会に加盟するテレビ局は三大都市圏に合計13局存在するが、その放送対象地域はいずれも1都府県のみである。大阪府・愛知県・茨城県の3府県には独立局が存在しないが、隣接する府県に存在する独立局をスピルオーバーによる直接受信やケーブルテレビによる区域外再放送を通じて視聴できる地域も少なくない。また、こうした独立局の無い地域では在京キー局の系列局も自局・自系列番組でない「UHFアニメ」を数多く放送しているため、「UHFアニメ」の放送エリアは三大都市圏のほぼ全域をカバーしていると言える。
以下、北海道と福岡県を含む五大都市圏の地域と衛星放送のBS・CS放送局に分けて「UHFアニメ」の放送状況について大まかな傾向や特徴を述べる。
なお、2020年代現在は大多数の作品でインターネットによる配信が行われており、作品を視聴可能な放送局がない地域であっても、インターネットの接続環境を整えれば作品を視聴できるようになっている。

### 関東広域圏
- TOKYO MX / tvk / テレ玉 / チバテレ / 群馬テレビ / とちテレ

関東広域圏では、「UHFアニメ」の草創期から2000年代にかけてはtvk・テレ玉・チバテレのいずれかまたは全てで放送されるケースが多かった。前述の『LEGEND OF BASARA』を含む草創期のアニメ数本も、関東広域圏ではこの3局体制で放送された。
TOKYO MXは、本社の移転やそれまでの「東京MXテレビ」から愛称の切り替えを行なった2006年頃から「UHFアニメ」の放送に注力するようになった。さらに2011年の地上デジタル放送への完全移行や、2012年の送信所親局の東京タワーから東京スカイツリーへの移転を機に東京都外を含む受信可能な地域が拡大したことが追い風となり、放送番組の規模が拡大。2014年には社内に「アニメ事業部」を新設し、この頃になると新作UHFアニメの放送をほぼ独占、作品の製作委員会にも多数参加している。一方で前述のtvk・テレ玉・チバテレの各局では、この頃を境に新作アニメの放送番組数が減少に転じている。現在では「関東圏ではTOKYO MX独占放送、近畿圏では広域放送局で放送される」という作品が珍しくない。
群馬テレビやとちテレでは、TOKYO MXから週末の深夜ないし未明を中心にアニプレックスが製作に関与する番組枠の同時ネットを一定数行なっている。その他の放送番組は前述の他局よりも限定的である。

### 近畿広域圏
- サンテレビ / KBS京都 / 毎日放送 / 朝日放送テレビ / カンテレ / 読売テレビ / テレビ大阪 / 奈良テレビ / びわ湖放送 / テレビ和歌山

近畿広域圏では、サンテレビとKBS京都が草創期から「UHFアニメ」の主要なネット局となっている。サンテレビは本来兵庫県域局だが、大阪府全域を含む周辺府県の多くのケーブルテレビ局で区域外再放送が行われており、地理的条件により直接受信が可能な地域も広いため、広範囲を1局でカバーできるサンテレビのみでネットされる作品も少なくない。
しかし、上記2局では古くからプロ野球・阪神タイガース戦の完全中継『サンテレビボックス席』（KBS京都では『KBS京都エキサイトナイター』）が春から秋にかけてのシーズン中に連日放送されるため、「UHFアニメ」を含む野球中継の後続の番組の放送時間が不安定になりやすいという特有の事情を抱えている（EPGを搭載した録画機器が普及する以前は、地元の視聴者にとっては悩みの種であった）。放送休止に入る時間帯も、野球中継の延長に備えて1 - 3時頃と他局より早めに設定されているため、「UHFアニメ」の放送番組の規模が拡大するに連れて、競合するキー局系列局の5局でも「UHFアニメ」が一定数放送されるようになった。テレビ大阪を除く4局は近畿2府4県全てを放送対象地域とするため、サンテレビやKBS京都の放送エリア外の地域でも「UHFアニメ」を視聴できるケースが増加した。
特に、古くから深夜帯に（旧作の再放送を含めた）テレビアニメを積極的に放送している毎日放送での放送本数が群を抜いて多い。次いで2003年からはカンテレで、2006年には朝日放送テレビ（当時：朝日放送）・読売テレビでも「UHFアニメ」のネットを開始し、2010年代までにはこれら4局全てが「UHFアニメ」の製作に参加した実績を持つ。
テレビ大阪はテレ東系列の深夜アニメを同時・遅れネットで放送することもあるが、「UHFアニメ」の放送番組数は限定的である。また、奈良テレビ・びわ湖放送・テレビ和歌山は「UHFアニメ」はもとより深夜アニメの放送数自体がごくわずかである。なお、「UHFアニメ」とは逆に在京キー局製作の深夜アニメを独立局がネットするというケースもある（主にサンテレビやKBS京都における、MBSテレビの番組編成から外れたTBS製作の深夜アニメなど）。その一方で、広域局で放送された作品の続編を独立局で放送する際に、近畿地方の独立局5局全てで放送した例もある。

### 中京広域圏
- テレビ愛知 / 三重テレビ / ぎふチャン /  CBCテレビ / メ〜テレ / 東海テレビ / 中京テレビ

中京広域圏には三重テレビとぎふチャンの2局の独立局があるが、愛知県には大阪府と同様に全国独立放送協議会に加盟する独立局が存在しない。これらの2局では名古屋市周辺をカバーできないことから、本来はテレ東系列局である愛知県域局のテレビ愛知が中京広域圏における「UHFアニメ」の主要なネット局となっている。同局はテレ東系列の深夜アニメも放送することから、「UHFアニメ」の放送番組の規模が拡大した2010年前後頃には、同局の深夜帯の多くの番組枠がアニメで占められたこともあった。
その他のキー局系列局でも一定数の「UHFアニメ」が放送されている。CBCやメ〜テレでの放送実績が比較的多く、『やくならマグカップも』（CBCテレビ）や『青春ブタ野郎はバニーガール先輩の夢を見ない』（メ〜テレ）のように製作に参加した実績もある。東海テレビや中京テレビは「UHFアニメ」よりも所属する系列のキー局が製作した深夜アニメの方が放送実績が多い。
2010年代半ば頃からは民放系のBS各局に実質代替される形で、放送されない番組が増加傾向にある。

### 北海道
- テレビ北海道（TVh） / 北海道放送（HBC） / 北海道文化放送（UHB） / 北海道テレビ（HTB）/ 札幌テレビ（STV）

北海道では草創期からテレ東系列局のTVhでネットされるケースが最も多い。同局はアナログ放送の中継局が道内全域をカバーしきれておらず、道北・道東の大半の地域では同局を受信できなかったが、デジタル放送への移行後は順次中継局が整備され、2016年3月までには道内のほとんどの地域で受信・視聴できるようになった。
2020年代に入ると、HTBがキングレコード（KING AMUSEMENT CREATIVE）やブシロードが製作に関与する番組を中心に放送実績を増やしている。
三大都市圏に比べると全体的に放送数は少ないものの、『RAY THE ANIMATION』（HBC）や『理系が恋に落ちたので証明してみた。』（UHB）のように道内の放送局が製作に参加した実績もある。

### 福岡県（および佐賀県）
- テレQ / RKB毎日放送（RKB） / 九州朝日放送（KBC）/ 福岡放送（FBS）

福岡県も北海道と同様に、草創期からテレ東系列局のテレQでネットされるケースが最も多い。県内の他局と同様に、民放が1局しかない隣接する佐賀県も実質的な放送エリアとなっているほか、九州・山口地区には同局の他にテレ東系列局が存在しない関係で、福岡県や佐賀県から比較的近い大分県・長崎県・山口県でも多くのケーブルテレビ局を通じて視聴できる。同局ではKADOKAWAが関与する番組の放送実績が比較的多いが、2010年代後半頃からは中京広域圏と同様に民放系のBS各局に実質代替される形で、放送されない番組が増加傾向にある。なお、テレビ西日本での放送実績は数えるほどに過ぎない。
前述の『RAY THE ANIMATION』にはRKBも製作に参加している。

### BS放送局
- BS11 / BSフジ / BS日テレ / BS朝日 / WOWOW

BS11が2007年11月の開局当初から『ANIME+』枠で「UHFアニメ」を積極的に放送しており、長らくBS放送における「UHFアニメ」のシェアを寡占していた。2010年代前半以降、作品の製作委員会にも多数参加している。
BSフジは2014年1月期の『スペース☆ダンディ』で初めて製作委員会に参加し、2017年4月から『アニメギルド』枠を立ち上げると「UHFアニメ」のネットにも力を入れ始めた。
後にBS日テレも2019年10月より『アニメにむちゅ〜』枠、BS朝日も2020年4月より『アニメA』枠を立ち上げ、「UHFアニメ」の製作委員会にも参加するようになった。2020年代に入ると、『邪神ちゃんドロップキックX』のようにBSフジとBS日テレが同一のアニメ作品の製作委員会に共同で参加し、両局で並行して放送されるケースも生じている。
WOWOWでは、WOWOWプライムにて2016年4月期より『アニメプレミア』（2019年4月期からは『アニメプライム』）枠を新設し、同局が製作委員会に参加している番組を中心に放送する（毎日放送製作の『アニメイズム』枠のように、UHFアニメではなく在京キー局系列の深夜アニメとして製作される番組もある）。基本的にBS11などと同調し、BS他局と同時期に並行して放送するが、2018年1月期までは全ての番組において、全ネット局で最も早く放送していた。
このほか、BS12 トゥエルビなどでも放送される場合がある。なお、BS-TBSとBSテレ東では単発的に少数放送したのみに留まっている（いずれも所属する系列のキー局製作の深夜アニメの遅れネットが中心である）。

### CS放送局（専門チャンネル）
- AT-X / アニマックス / キッズステーション / TBSチャンネル（TBSが製作に関与する作品のみ）

CS放送局ではAT-Xが「UHFアニメ」の大多数を放送しており、2010年頃からは作品の製作委員会にも積極的に参加している。前述したような性的・暴力的な描写が特徴的な作品においては視聴年齢制限（15歳未満視聴不可）を設定し、地上波やBS各局よりも表現の自主規制をある程度緩和した内容で放送することもある。
アニマックスやキッズステーションも「UHFアニメ」を含む各作品の製作委員会に参加することがある。キッズステーションは2000年代後半から2010年代前半頃にかけての一時期、スターチャイルド（現在のキングレコード・KING AMUSEMENT CREATIVEの前身のレーベルの一つ）や読売テレビ（および子会社のYTE）が関与する番組を中心に一定数ネットしていたが、それ以降は地上波と同時期に放送する番組は少なくなっている。TBSチャンネルでは、TBS自局で放送せずに独立局で放送する番組を放送する。

### アニメ作品や関係者との縁などによる放送
日本の特定の地域を舞台として描いている作品の場合、その地域がこれまでに述べた五大都市圏以外であっても地元の放送局で放送されるケースもある。
広島県竹原市を舞台とする『たまゆら』シリーズは、第1期をテレビ新広島、第2期をNHK広島放送局が総合テレビにて放送した。
静岡放送は、『ラブライブ!サンシャイン!!』を皮切りに静岡県内を舞台にした作品を積極的にネットしている。
富山県南砺市に本社を置くアニメ制作会社・P.A.WORKSが元請制作を手掛ける作品は大半が地元の民放（北日本放送・チューリップテレビ・富山テレビ）のいずれかで放送されているほか、ゲーム開発やアニメ制作を手掛けるCygamesが関与する作品は佐賀県のサガテレビでも放送されている（同社の創業者・渡邊耕一が佐賀県伊万里市出身であることなどによる）。この他にも、漫画やライトノベルなどの「作者の出身もしくは在住地」という理由で放送されるケースもある。
2020年代に入ると『【推しの子】』などのように多数の地方局でも時差ネットされるものも登場している。

### シリーズものにおけるネット局の変化
「UHFアニメ」は放送局が製作に参加していない番組が多いため、続編やスピンオフ作品などが制作・放送された場合、シリーズごとにネット局の構成が異なるケースが発生することがある。同じ放送対象地域内の別の放送局に変更される場合もあれば、関東地方を除く特定の地域での放送が削減または追加されるケースもあり、削減の対象となった地域ではテレビ放送で作品の続編を視聴できないケースが生じてしまうこともある。
例えば近畿地方における『魔法少女リリカルなのはシリーズ』の場合、第1期はテレビ大阪、第2期『A's』はサンテレビ、第3期『StrikerS』はKBS京都とテレビ和歌山、第4期『ViVid』は毎日放送で放送された（それぞれ本放送の場合）。このため、衛星放送やインターネットでの配信による視聴を除けば、近畿地方では全てのシリーズを地上波で視聴できた地域はごく一部に限られることとなった。
この他、キー局系列で放送された作品の続編やスピンオフ作品が「UHFアニメ」の形態で放送されたり、逆に「UHFアニメ」の形態からキー局系列での放送に変更されたりしたケースもある。前者は『食戟のソーマ』など、後者は前述の『鬼滅の刃』（無限列車編以降、フジテレビ系列）や『まりあ†ほりっく』などが該当する。また、『進撃の巨人』（第3期以降）や前述の『ラブライブ!』のように、NHKが続編の放送や（実質）再放送を行うケースもある。

### UHFアニメにおける同時放送の進展
2023年4月期現在、週末の深夜ないし未明の番組を中心に、TOKYO MXに合わせる形で群馬テレビ・とちぎテレビ・サンテレビ・KBS京都・BS11が一部の「UHFアニメ」を同時ネットに準じる形で放送している（番組自体は各局別で送出され、提供クレジットや視聴時の注意喚起のテロップなども各局側で挿入される）。同時放送は独立局およびBS放送局のみで行われ、キー局系列局は所属する系列の番組編成（特別番組による後続の番組の放送時間繰り下げなど）に対応する必要があるため、必ず遅れネット（または前日までに先行ネット）となる。
また、地上波の地上デジタル放送への移行と共にBS放送の受信環境が次第に拡大したこともあり、2014年頃から地上波はTOKYO MXの1局のみでの放送とし、BS11を中心とした民放系BS放送局との組み合わせで「TOKYO MXの電波が届く範囲（東京都とその近郊）は地上波、それ以外はBS放送局」といった分担を行い、日本全国同時放送を行う「UHFアニメ」も登場している。キングレコード製作（KING AMUSEMENT CREATIVE、『ポプテピピック』など）や、ワーナー ブラザース ジャパン製作（『ダンジョンに出会いを求めるのは間違っているだろうか』など）といった番組枠で見受けられる。ただし、個々の番組によっては近畿・中京広域圏を中心にネット局が追加される場合もある。
在京キー局でも2020年頃からテレ東がBSテレ東（およびAT-X）との組み合わせでTOKYO MX+BS11同様のネット形態で放送する番組がある。
2016年にサービスを開始したABEMAなどのインターネットテレビでも、テレビ放送（地上波の最速放送）に合わせた日時に「UHFアニメ」の配信を行なったり、テレビ放送より早く配信を行なったりする作品もある。

## 製作・放送に関する事項

### 製作委員会方式
多くの作品では製作委員会方式が採用されており、製作委員会が放送局の番組枠を買い取り、番組スポンサーとなって放送されるというケースが多い。放送局の組み合わせは製作委員会の意向により決定される場合が多く、対象から外れた放送局では番組販売を通じて放送局側が番組を購入し放送する形となるため、特に前述した三大・五大都市圏以外の地域ではテレビ放送が少なくなっている。
コミックマーケットやAnimeJapanといったアニメに関連する大規模イベントなどでは、製作委員会に参加する企業が出展した上で「UHFアニメ」として放送される作品のプロモーションや関連する商品（キャラクターグッズなど）の販売が度々行われている。
放送局が製作委員会に出資したり、放送局が主体となって製作している作品も年々増えている。特に2013年頃から、TOKYO MXが製作委員会への参加に積極的である。中には系列の垣根を超えて、関東地方以外（主に近畿地方）を中心としたキー局系列局、BS・CS向けの衛星放送局が連名で同一のアニメ作品の製作に参加するケースも増えている（いずれも各局の子会社なども含む）。作品によっては独立局が参加せず、各地の放送局や衛星放送局（または子会社）のみが参加して「UHFアニメ」に準じたネット形態で放送されるという逆転現象のようなケースも見受けられる。
この他、TBSなどのように在京キー局やキー局系列局が製作に参加しながらも自局で放送せず、「UHFアニメ」に準じる形態で独立局や系列内外の衛星放送局で放送されたケースもある。

### 幹事局
製作委員会には参加しないが、複数の放送局の動向を取りまとめる幹事局と呼ばれる放送局が存在し、主に放送倫理に抵触しそうな描写や表現など、最低限のチェックを絵コンテ段階などで行っている。個々の作品によっては、放送局が納品段階で独自にチェックを行い、内容によっては自局のみでも放送を自粛するなど独自の規制がなされるケースもある。アニメ評論家の藤津亮太は「キー局およびその主な系列局と比べて規模の小さい独立局の場合、人手も予算も足りないことから、局側は放送を受け入れた番組内容の倫理面で問題が無いかをチェックするのが主な役割となる傾向にある」と解説している。

## テレビ放送で発生したトラブルの例
前述したように、主に放送当時に発生した事件・事故などを理由に一部または全ての放送局でテレビ放送が延期されたり、放送が打ち切られたりした作品が幾つか存在する（『ひぐらしのなく頃に解』・『School Days』・『こどものじかん』など）。
「UHFアニメ」を含むアニメ全体の市場が年々拡大していることもあり、おおむね2010年代半ば以降になると、アニメ本編の制作の遅延などのトラブルが発生し、ある週の放送内容を放送済みのエピソードを編集した総集編や再放送などにやむを得ず差し替える事態が散見されるようになった。これにより放送スケジュールが後ろ倒しとなり、最終回を後日放送したり、次のクール以降に第1話から放送し直したりするなどの対応がなされることがある。
以下、各種問題ごとに主な事例を挙げているが、作品そのものについての具体的な概要は各作品の記事も参照のこと。
劇中の描写に関する問題
- らいむいろ戦奇譚（2003年1月期）

アダルトゲームを原作としているが、サンテレビが夕方（18時台）に放送したことから、BPO（放送倫理・番組向上機構）でも取り上げられる事態となった。
- シゴフミ（2008年1月期）

第3話と第8話にてJ.C.STAFFがテレビ放送向けに映像を修正。また、第6話はサンテレビが神戸市内で発生した事件により放送を取り止めた。
- 最近、妹のようすがちょっとおかしいんだが。（2014年1月期）

TOKYO MXとサンテレビが当初22時台後半に2局同時ネットで放送していたが、「中高生の青少年が視聴しやすい時間帯にもかかわらず、過激な性表現が含まれている」としてBPOへ苦情が寄せられ、2月から各局別に深夜帯で放送することになった。
- 異種族レビュアーズ（2020年1月期）

人間以外の種族の性風俗をテーマとしている作品ゆえに、全ネット局でテレビ放送向けに映像や音声が修正されたバージョン（AT-Xのみ、年齢制限付きで他局よりも自主規制を緩和したもの）を放送した。BPOには「遅い時間帯の子どもの視聴については、保護者にも配慮してもらうという民放連の規定も踏まえて検討する必要がある」「テレビは子どもだけを視聴者として対象にしているものではないので、深夜帯に大人向けのアニメを、表現の自由の範囲内で放送することはできるというスタンスでテレビ局は制作しているのだと思う」などの意見が寄せられた。本作の放映に関して否定的な意見も寄せられたが、TOKYO MXでは「編成上の都合」として第5話以降の放送を中止することとなった。サンテレビでも同様の理由により第6話以降の放送を中止した。
なお、KBS京都とBS11では最終回まで放送を継続したほか、同年2月以降になるとぎふチャン・びわ湖放送・奈良テレビでも遅れネットが開始された。
- ぐんまちゃん（2021年10月期）

群馬県公式のゆるキャラをアニメ化した作品。そのお膝元である群馬テレビが第11話の放送を見送り、第1話の再放送に差し替えた。第11話ではボートレースを取り扱う内容があり、群馬テレビは「青少年の射幸心への影響を考慮した」と説明している。同作では第4話でも競輪をモチーフにしたと思われる競技が登場しており、群馬県内の視聴者から「子ども向けアニメなのに公営ギャンブルを扱うのは不適切」との意見がBPOの青少年委員会で採り上げられたことがあった。
制作上のトラブルによる問題
ここではアニメ本編の制作上の都合を理由に挙げている作品のみ記載する。
- レガリア The Three Sacred Stars（2016年7月期）

アクタス制作。製作委員会が「本来意図していたクオリティと相違がある」ことを理由に、第4話をもって一旦放送を打ち切りとし、制作体制およびスケジュールを仕切り直して同年9月より改めて第1話から放送を再開した。これについては出演した緒方恵美が直接言及する異例の事態にもなった。
- ろんぐらいだぁす!（2016年10月期）

アクタス制作。上記の『レガリア』から制作スケジュールの遅れを引きずる形となり、第3話と第5話の放送を延期し、それぞれ第1話の再放送と特別編（放送済みのエピソードの総集編）に差し替えた。この結果、放送スケジュールが後ろ倒しとなり、第11話と第12話が同じ番組枠で放送できなくなったため、各ネット局共に翌2017年2月に別の番組枠で放送された。
- ブレイブウィッチーズ（2016年10月期）

SILVER LINK.制作。制作スケジュールの遅れにより第4話の放送を翌週に延期。同作を含む『ワールドウィッチーズシリーズ』の原典に当たる『ストライクウィッチーズ』のOVA「Operation Victory Arrow vol.1 サン・トロンの雷鳴」の再編集版に差し替えた。
- メルヘン・メドヘン（2018年1月期）

フッズエンタテインメント制作。作画クオリティ改善のため、第9話と第10話の放送を2週ずつ延期。第1話と第2話の再放送に差し替えた。残る第11話と第12話は2018年12月を目処に公開するとしていたが、この予定にも間に合わず、2019年1月に「公開は（同年）4月以降」と改めて発表された。
放送局などの発表媒体は長らく未定となっていたが、2019年4月にAT-Xでテレビ放送が行われた（第10話までの映像修正版の一挙放送も実施）。なお、他のネット局では未放送に終わっている。
- はねバド!（2018年7月期）

ライデンフィルム制作。9月6日に発生した北海道胆振東部地震の影響で、撮影を担当していたグラフィニカ札幌スタジオが被災、停電も発生し撮影作業を継続することが不可能となったため第11話 - 第13話の放送延期が発表された。同話以降は翌週の9月17日から順次放送された。
- 慎重勇者 〜この勇者が俺TUEEEくせに慎重すぎる〜（2019年10月期）

WHITE FOX制作。第3話と第10話を「制作上の都合」という理由で延期し、それぞれ第2話の再放送と総集編に差し替えた。
この影響で最終話は別の番組枠で放送されることになり、一部のネット局では年をまたいで放送された。
- アズールレーン（2019年10月期）

バイブリーアニメーションスタジオ制作。第11話と第12話を「より多くの皆様に喜んでいただけるクオリティ」での放送を目指すことを理由に、2020年3月に延期すると発表した。2020年1月より第1話から再放送を行い、第11話・第12話も再放送に続いて放送された（AT-Xのみ同年2月から2話連続で放送を始めた）。
なお、同社は本作が初めてのテレビアニメ元請作品だった。
新型コロナウイルス感染症の流行・拡大によるケース
- A3! SEASON SPRING & SUMMER（2020年1月期）

P.A.WORKSとStudio 3Hzの共同制作。新型コロナウイルス関連の影響に加え、スケジュール管理に起因するトラブルの解消に時間がかかってたことも重なり、第4話以降の放送が同年4月以降に延期された。
- とある科学の超電磁砲T（2020年1月期〜7月期）

J.C.STAFF制作。同作では放送スケジュールの変更が複数回発生した。
まず第7話が放送延期となり、第6話の再放送に差し替えた。第8話以降についても2週間の延期が発表され（理由は非公開）、過去に制作されたOVAおよび佐藤利奈と新井里美によるトークコーナーが放送された。
第13話と第14話も延期が発表され、第12話と第13話の再放送に差し替えた。さらに、第16話以降については同年7月以降に延期されることになり、放送再開まではキャストが選んだ傑作選などで対応した。
結果として通算で5回にわたり延期が発生する異例のケースとなり、当初は6月までの放送予定だったものが、同年9月までの3か月にわたり延長された。
- インフィニット・デンドログラム（2020年1月期）

NAZ制作。第7話が放送延期となり、第1話の再放送に差し替えた。
一部のネット局では翌4月期の新番組が決まっていたため、第12話と第13話については各局別に翌4月に他の番組枠で放送された。
- ソードアート・オンライン アリシゼーション War of Underworld 最終章（2020年4月期）

A-1 Pictures制作。最終章となる後半クールの放送が同年7月に延期することが発表された。後半クールの開始前週に放送予定だった前半クールの総集編も延期となり、前半クールの再放送で対応した。
- 食戟のソーマ 豪ノ皿（2020年4月期）

J.C.STAFF制作。第3話以降の放送延期が発表され、前作『神ノ皿』の第1話から第10話までの再放送で対応した。同年7月より、第1話・第2話の再放送に続いて第3話以降の本放送を行なった。
- 天晴爛漫!（2020年4月期）

P.A.WORKS制作。第4話以降の放送が同年7月に延期された。一部のネット局を除いて、空いた番組枠では『この素晴らしい世界に祝福を!』の再放送が行われた。
『食戟のソーマ 豪ノ皿』と同様に、同年7月の放送再開時は初めに第1話から第3話の再放送を行い、続いて第4話以降の本放送を行なった。一部のネット局では、翌4月期の同じ番組枠で別の新番組の放送が決まっていたため、別枠での放送に変更された。
- 放課後ていぼう日誌（2020年4月期）

動画工房制作。第4話以降の放送が同年7月に延期された。『食戟のソーマ 豪ノ皿』や『天晴爛漫!』と同様に、同年7月より第1話から第3話の再放送に続いて第4話以降の本放送を行なった。
空いた番組枠では「動画工房 春のアニメまつり」と題して、同作を制作した動画工房およびKADOKAWAが関与する過去の作品の第1話の再放送を行なった（作品によっては本放送当時とネット局が異なり、再放送ではなく本放送となるケースもあった）。
その他、『number24』、『ツキウタ。 THE ANIMATION 2』、『魔王学院の不適合者 〜史上最強の魔王の始祖、転生して子孫たちの学校へ通う〜』、『Re:ゼロから始める異世界生活（第2期）』など数多くの作品にも影響が及んだ。